# (523797) 2016 НМ56
(523797) 2016 НМ56 — астероїд із групи кентаврів. Абсолютна зоряна величина — 11,1. Діаметр — 27 км.

## Відкриття
2016 NM56 було виявлено 14 липня 2016 року за допомогою Pan-STARRS.

## Орбіта
Орбіта 2016 NM56 має ексцентриситет 0,858 і велику напіввісь 74,047 а. о. Його перигелій знаходиться на відстані 10 526 астрономічних одиниць від Сонця, а афелій — 138 а. о.